# Five Thirteen
Pour plus de détails, voir Fiche technique et Distribution.
Five Thirteen est un film dramatique américain réalisé par Kader Ayd, sorti en 2013.

## Synopsis
Deux frères, Tre et Mike, recherchent une vie meilleure.
Après être sorti de prison pour un crime non commis, Mike veut se rapprocher de sa fille mais son ex-femme est en désaccord car elle n'oublie pas le passé. Son grand frère, Tre, accepte à contrecœur une dernière « affaire » afin d'aider sa petite amie et son frère de l'influence de la rue. Le cauchemar commence.

## Fiche technique
- Titre : Five Thirteen
- Réalisation : Kader Ayd
- Scénario : Kader Ayd et Renee Topper
- Photographie : Samuel Brownfield et Greg Pedat
- Montage : Michael Tombeur et Kader Ayd
- Musique : Ramin Kousha et David A. Stewart
- Producteur : Paull Cho et Freeman White
  - Coproducteur : James Elam et Joseph Robbins
  - Producteur délégué : Christian Fischele, Alexandre Piot, Christian Audigier, Charles Bietry et Nicolas Colombani
- Production : Spartans Entertainment
- Distribution : UPL Films Distribution
- Pays d'origine :  États-Unis
- Genre : Drame
- Durée : 110 minutes
- Dates de sortie :
  - États-Unis : 8 avril 2014
  - France : 11 juin 2014

## Distribution
- Malik Barnhardt : Tre
- Avelawance Phillips : Mike
- Tom Sizemore : Glen
- Taryn Manning : Lisa
- Bokeem Woodbine : Nestor
- Danny Trejo : El Loco
- Freeman White III : Sticky
- James Russo : l'agent Acevedo
- Gary Dourdan : Clyde
- Costas Mandylor : Shérif O'Connor
- James Duval : Reggie
- Ksenia Lauren : Oksana
- Ryan O'nan : Charles
- Steven Bauer : Esteban
- Christian Audigier : Henry
- Jimmy Jean-Louis : JJL
- Veronica Loren : Maria
- Cisco Reyes : Pablo
- Wil Traval : Richard
- Nasir Akmal : Dean
- Danny Arroyo : le directeur de banque Walter Andersom
- Jennifer Ann-Massey : Renee
- David A. Stewart : l'anglais
- Billy Wirth : le docteur
- Omar Regan : Omar
- Christopher Kriesa : le détective interrogatoire
- Russel Friedenberg : l'agent Chuck Yeats
- Kenneth Choi : l'agent de la C.I.A.
- Sonia Enriquez : le directeur de banque Helena Suarez
- Zoe Connor : Chelly
- Will Traval : Richard
- Strike Sanders : Strike
- O'Rock O'Rock : lui-même
- Omar Jeffree Smith et Sean "Big Cook" Beard : les membres du gang
- Vyshonn King Miller : l'homme de main britannique
- Mehmet Yildirm : le garde du corps britannique
- Garrett Williams : l'agent de sécurité bancaire Johnson
- Vinnie Duyck : l'agent de sécurité bancaire Smith
- Dennis L. Baker : le vendeur
- Heidi Marie Wasner : Cassie
- Shari Watson et Eric Mitchell : les agents fédéraux
- Kikey Castillo : le petite amie de EL Loco
- Max Martinez et Mario Castillo : les gardes du corps d'EL Loco
- Christian J. Cruz : l'otage mexicain
- Johlene Sanches : la fille mexicaine
- Paul Cho : le magasin d'alcool de Mr. Cho
- Eloisa Zavala : le magasin d'alcool femme
- Miguel Maia et Derek Dresda : les chefs du gang mexicain
- Dave Hester, Rick Lovoy, Chad Lovoy et Marco A. Rincon : les membres du gang mexicain
- Karim Lasmi et Shawn Boxe : les gars de l'agent Clyde
- Mark G. Mathis : le mari de Lisa
- Ricky Selby : l'enfant de Lisa
- Paul Kendall, Mauricio Solis, R. Michael Villa et Marcelo Lipslibs : l'homme de main de Nestor
- Terone Lockert, Masoud Haghani et Kevin Friedman : les agents fédéraux
- Kendrick Foxx, Cheke Whitfield, Shannon Mosley, Chris Boscardin, Morgan Huestis, Jeff Sheldon, John Li et Robert Bryan : l'équipe du SWAT
- Todd Grossman, Roman Johnson et Laiku Soares : les agents du FBI
- Jela Perry et Damon Consoli : les officiers du LAPD
- Peter Angelikis et Martin A. Carlin : les détectives
- Jolene Sanchez : la belle collègue
- Ivy Shinkle et Shelly Das : les caissiers
- James Elam, Johna Rivers, Brandon Price, Tina Zepeda, Aaron Epstein, Jack Wells, Ciara Larocce, Monifa Brown et Darnell Baldwin : les otages bancaires
- Leigh Richman : la serveuse
- Lydia Schuler, Jennie Mason et Sierra Collins : les strip-teaseuses
- Robert Sparago et Lysa Zacharias : les clients du club de strip-tease
- Gabbriel Mendez : le propriétaire du club de strip-tease
- Christian Gerbosi : le barman
- Christian Fischele, Mourad Lasmi, Anthony Lordi et Eduardo Jaikin : les gangsters de Genève

## Réception par le public
Selon le Figaro, le film figure en deuxième position dans la liste des vingt films français et étrangers les plus « boudés par le public » en 2014 .